# Jorge Centurión
Jorge Horacio Centurión (ur. 1962, zm. 21 lipca 2021) – argentyński zapaśnik walczący w obu stylach i lekkoatleta specjalizujący się w rzucie młotem.
Mistrz Ameryki Południowej w rzucie młotem w 1989 i 1981. W zapasach, zajął piąte miejsce na igrzyskach panamerykańskich w 1987 i szóste w 1991. Szósty na mistrzostwach panamerykańskich w 1992. Złoty i srebrny medalista igrzysk Ameryki Południowej w 1986. Wicemistrz Ameryki Południowej w 1990 roku.